# Чуртан (Березники)
Чуртан — упразднённый рабочий посёлок на реке Чуртанка (на западе современного города Березники Пермского края).

## История
«Деревня на Чюртане на роднике» упоминается в 1710 г. в переписи Алексея Никеева.
После ввода в строй осенью 1879 г. Луньевской ветки Горнозаводской железной дороги население Чуртана увеличилось за счёт железнодорожных рабочих.
В начале XX века в Ч. проживали 666 чел. в 83 дворах, имелось одноклассное Училище Министерства путей сообщения.
В 1926 году в Ч. в 247 хозяйствах проживали 1230 человек (550 мужского и 680 — женского пола). Работала школа I ступени.
В 1920-х годах в Чуртане было 6 улиц, идущих параллельно центральной улице Ленина (ныне ул. Березниковская). Улицы имели направление с юга на север, были широкими — до 40 метров. Их прорезали два проулка от проспекта Сталина (сейчас — проспект Ленина города Березники) в направлении к станции Усольская и БХК. Посёлок состоял из бревенчатых одно- и двухэтажных домов, было много зелени — кустарников, деревьев. Весной Чуртан обычно утопал в воде: разливалась речка Чуртанка (также известна как ручей Чуртанчик), которая пересекала посёлок с востока на запад и далее впадала в Каму. В настоящее время река, в основном, засыпана, от бывшего русла сохранились несколько озёр в промзоне Березников.
В 1928 году в лесном массиве, ограниченном рекой Зырянкой и веткой железной дороги, неподалёку от старого Чуртана Северо-Химтрест и Построечное управление Березниковского Химкомбината начали возведение социалистического города Новый Чуртан для строителей и работников БХК. К концу 1929 г. были построены 4 каменных 3-этажных 12-квартирных дома (рождение первой улицы — Индустриализации). Шла подготовка к постройке 14 домов такого же типа (будущая улица Пятилетки). Начальником треста «Жилстрой» был Дмитрий Николаевич Марин, инициатор названия новых улиц в духе того времени.
27.08.1928 г. Чуртану присвоен статус посёлка городского типа. В 1931 году в посёлке проживали 4,7 тыс. жителей.
Решением ВЦИК от 21 марта 1932 года образован город Березники. Посёлок Чуртан вошёл в состав города.
В 1970 в Ч. проживали 1821 чел.

## Известные люди, связанные с Чуртаном
В 1924—1925 г. в Старом Ч. вместе с семьёй проживал Геннадий Братчиков, будущий разведчик, Герой Советского Союза. Затем семья переехала в Абрамово.

## Этимология
Имя посёлку дала река Чуртанка. Название реки татарское, от слова «чуртан» — «щука».

## Документы
И всего Усоликамские, на посаде, и на речке на Зырянке тридцать семь варниц, а оброку с них девяносто три рубли, да пошлин с оброку четыре рубли двадцать один алтын четыре деньги, с рубля по десяти денег, да за намесничью соль, за семь сот за сорок пуд, тридцать семь рублев, по усольской цене, за пуд по десяти денег, да к варничному ж промыслу, на речке на Зырянке, двор московскаго жильца Богдана Левашова, что он купил с варницею вместе у Ивана Порыгина; да к тому ж двору, для варничнаго промысла, пожни: пожня Габовская, на волоке, пожня Мартемьяновская, да пожня за речкою за Зырянкою, с верхняго конца, да пожня Половниковская, вверх ниже Толыча; да для тогож, солянаго промысла, купил у Богдана, в 132 году, у Зырянских крестьян, сенные ж покосы, смежно с Зырянскою волостью, да с погостом Пыскорскаго монастыря, землями; а межа тем пожням учинена по купчей Ивана Порыгина; сенным покосам — пожню на Чабовском волоку, до пожню Мартемьяновскую, с верхняго конца речки Зырянки, с зырянским крестьянином, с Огафоном Кормильцевым, а кругом, тех пожен, речка Зырянка, а третью пожню, что за речкою Зырянкою, межа с верхняго конца от Толыча, с Ваською Остафьевым с братиею, а нижнего конца с Осипом Кормильцевым, а четвертой пожне, что вверх по Толыче половниковской, с Якушком Половниковым, а нижнего конца речки Толыча с Огафонком Кормильцевым, да и сады на плодбища, в низ по Зырянке…. пожни, а от…. пожни в низ по Зырянке до Веретеино новой чисти до ручья, да по купчей зырянских крестьян, Олешки Борисова, да Федотка, да Васьки, да Онтонка, да Давыдка, да Петрушки Остафьевых детей Борисова, пожню, что по нижнюю сторону речки Толыча, межа с верхнюю сторону, с Осипком Кормильцевым по Толыче, в верху по Толычу и по речке по Зырянке его же, Богданова; пожни Левашова по старым межам и с причистьми. да по купчей зырянских крестьян Осипа, да Огафона Ивановых детей Кормильцова, пожню, что с усть-Толыча и до верх Толыча, по левой стороне, межа с ним же, Богданом Левашовым, а по правую сторону межа до родника до Чертана, а от…. Пыскорскаго монастыря; вотчины его, Богдановым пожням межа кочеватая.
Соликамские Писцовые книги письма и меры Михаила Кайсарова 1623—1624 г.

Деревня на Чюртане на роднике а в ней
Дворовое место села Веретии попа Максима а жили половники ево Иван Володимеров сын Жеребцов з детьми Евтифеем да с Софроном да с Харитоном да со внуком Агапитом Евтифеевым сыном и в 703-м году двор ево попа Максима згорел а Иван Жеребцов и з детьми живет в деревне Ждановой у негож попа Максима в половниках

«Перепись 1710 года: Сибирская губерния: Соликамский уезд: Переписная книга 1711 года вотчин именитого человека Г. Д. Строганова переписи дьяка Сибирского приказа Алексея Никеева».
Постановление ЦИК РСФСР от 20 марта 1932 г. № 40 "Об объединении г. Усолье с рабочими поселками: Веретии, Дедюхиным, Ленвой, Усть-Зырянкой и Чуртаном Березниковского района Уральской области в один город «Березники».
Рядом с комбинатом в хвойном лесу строится сейчас эта фабрика новых людей — социалистический город Чуртан.
Журнал «СССР на стройке», № 5 за 1935 г. Название нового города Березники ещё не устоялось.

## Память
- Чуртанское шоссе
- Железнодорожная станция Чуртан в западной части Березников
- Холм Чуртан восточнее «Калий-рудника», см. «План г. Березники 1948 года» во внешних изображениях.